# Vanlig tångräka
Vanlig tångräka(Palaemon adspersus) är en äkta räka i ordningen tiofotade kräftdjur. Arten kallas också för östersjöräka, långfingrad tångräka, blek tångräka eller bara tångräka.

## Utseende
Arten är genomskinlig med gröna, grå eller rödbruna nyanser och kan bli upp till 8 cm lång. Den har pigmentfläckar under den horisontella panntaggskölen på panntaggens undersida. Rostrum, panntaggen, har fem till sju tänder på ryggsidan, där en tagg sitter bakom ögonhålans bakkant och två till fyra på buksidan. Klosaxen på andra benparet tar upp drygt halva kloleden 

### Förväxlingsart
Den är ganska lik elegant tångräka (Palaemon elegans), som dock har skarpare färger och saknar pigmentfläckarna underkanten av panntaggen.Ytterligare olikheter är att den eleganta tångräkan har två taggar på ryggsidan bakom ögonhålans bakkant och att klosaxen på andra benparet endast är en tredjedel av hela kloleden 

## Utbredning
Östra atlantkusten från Shetlandsöarna och mellersta Norge till Nordafrikas kust. Går in i Medelhavet och Svarta havet, längs sydkusten dock främst på den västliga delen. Går in i Kattegatt och Skagerack samt Östersjön upp till Ålands hav.

## Ekologi
Tångräkan uppträder på sommaren ganska nära ytan men på vintern förekommer den på djupare bottnar. 
De lever ofta i ålgräs och alger så som blåstång där den fångar maskar och andra kräftdjur.
Räkan blir könsmogen vid cirka 1 års ålder, och leker en till två gånger per år; honan bär de 300 till 2 500 äggen under stjärten tills de kläcks efter ungefär en månad. Larverna lever pelagiskt den första tiden.

## Kommersiell betydelse
Vanlig tångräka fiskas med ryssja eller håv, framför allt i Danmark, där mellan 200 och 300 ton tas årligen. De serveras ofta färskkokta och skalade som "pillede rejer". Den kokta räkan blr röd.